# Cenate Sopra
Cenate Sopra es una localidad y comune italiana de la provincia de Bérgamo, región de Lombardía, con 2.472 habitantes.

## Evolución demográfica
| Gráfica de evolución demográfica de Cenate Sopra entre 1861 y 2001 |
|                                                                    |
| Fuente ISTAT - elaboración gráfica de Wikipedia                    |